# Epanaphe candezei
Epanaphe candezei är en fjärilsart som beskrevs av Gustaaf Hulstaert 1924. Epanaphe candezei ingår i släktet Epanaphe och familjen tandspinnare. Inga underarter finns listade i Catalogue of Life.